# West Suffolk (circonscription britannique)
Pour les articles homonymes, voir West Suffolk.
Circonscription parlementaire de la Chambre des communes
La circonscription de West Suffolk est une circonscription électorale anglaise située dans le Suffolk, et représentée à la Chambre des communes du Parlement britannique depuis 2010 par Matthew Hancock du Parti conservateur.

## Géographie
La circonscription comprend:
- Les villes de Newmarket, Haverhill et Mildenhall

## Députés
Les Members of Parliament (MPs) de la circonscription sont:
| Législature                           | Années       | Député          | Député         | Parti        |
| ------------------------------------- | ------------ | --------------- | -------------- | ------------ |
| West Suffolk issue de Central Suffolk |              |                 |                |              |
| 52e                                   | 1997–2001    |                 | Richard Spring | Conservateur |
| 53e                                   | 2001–2005    |                 | Richard Spring | Conservateur |
| 54e                                   | 2005–2010    |                 | Richard Spring | Conservateur |
| 55e                                   | 2010–2015    | Matthew Hancock |                | Conservateur |
| 56e                                   | 2015–2017    | Matthew Hancock |                | Conservateur |
| 57e                                   | 2017–2019    | Matthew Hancock |                | Conservateur |
| 58e                                   | 2019–Présent | Matthew Hancock |                | Conservateur |

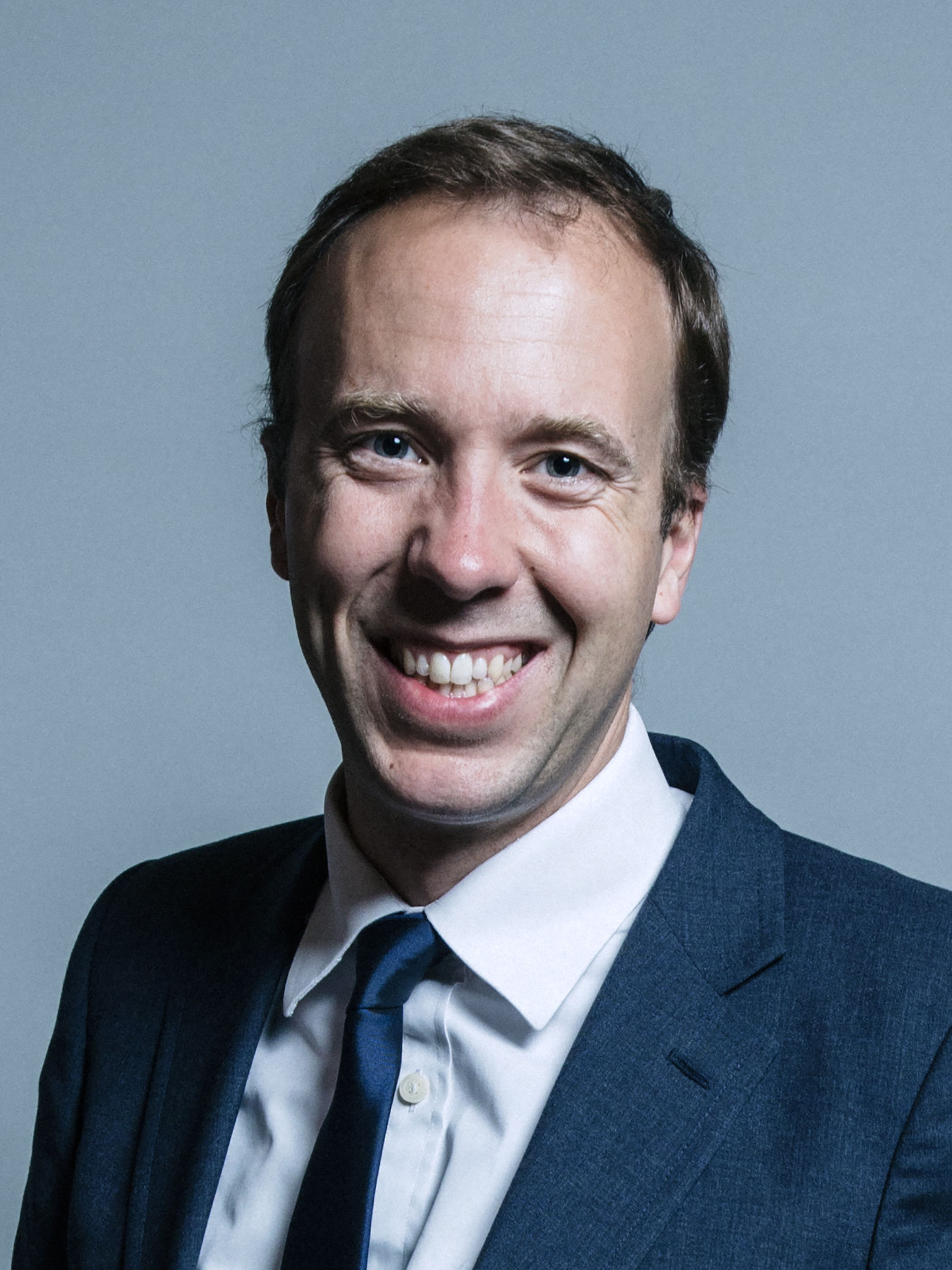
Matt Hancock (2010-Présent)